# Essentiel (Éditions sociales)
 (octobre 2016).
Si vous disposez d'ouvrages ou d'articles de référence ou si vous connaissez des sites web de qualité traitant du thème abordé ici, merci de compléter l'article en donnant les références utiles à sa vérifiabilité et en les liant à la section « Notes et références ».
La Collection Essentiel est une collection de livres au format de poche créée conjointement en 1982 par les Éditions sociales et les éditions Messidor.

## Histoire
Elle est conçue par Claude Mazauric, alors directeur des éditions, comme un prolongement de la collection Classiques du peuple qui s'était interrompue après la crise du Centre de diffusion du livre et de la presse, dans la perspective de diffuser des textes marxistes. en 1982 . Ainsi, les textes de Trotsky sont publiés pour la première fois.

## Liste des ouvrages publiés dans la collection Essentiel
Les ouvrages parus dans la collection Essentiel sont:
| No      | Auteur                                                                                           | Titre                                                                    | Titre original | Année de parution dans la collection |
| ------- | ------------------------------------------------------------------------------------------------ | ------------------------------------------------------------------------ | -------------- | ------------------------------------ |
| 001     | Karl Marx & Friedrich Engel                                                                      | L'Idéologie allemande                                                    | –              | –                                    |
| 002     | Wallon, Henri                                                                                    | La Vie mentale                                                           | –              | –                                    |
| 003     | –                                                                                                | 1956 : le choc du 20e congrès du PCUS                                    | –              | –                                    |
| 004     | Lénine                                                                                           | Textes philosophiques                                                    | –              | –                                    |
| 005     | R. Huard, Y.-C. Lequin, M. Margairaz, Claude Mazauric ; C. Mesliand, J.-P. Scot & Michel Vovelle | La France contemporaine : identité et mutations de 1789 à nos jours      | –              | –                                    |
| 006     | John Silas Reed                                                                                  | 10 jours qui ébranlèrent le monde                                        | –              | –                                    |
| 007     | Thomas More                                                                                      | L'utopie                                                                 | –              | –                                    |
| 008     | Roger Bourderon & Germaine Willard                                                               | La France dans la tourmente (1939-1944)                                  | –              | –                                    |
| 009     | Louis Althusser                                                                                  | Positions                                                                | –              | –                                    |
| 010     | Rosa Luxemburg                                                                                   | Textes                                                                   | –              | –                                    |
| 011     | Anne Ubersfeld                                                                                   | Lire le théâtre                                                          | –              | –                                    |
| 012     | Alain Roux                                                                                       | La Chine populaire (Tome 1: 1949-1966)                                   | –              | –                                    |
| 013     | Friedrich Engel                                                                                  | L'Origine de la famille, de la propriété privée et de l'État             | –              | –                                    |
| 014     | Jean-Jacques Rousseau                                                                            | Discours sur l'origine et les fondements de l'inégalité parmi les hommes | –              | –                                    |
| 015     | Antonio Gramsci                                                                                  | Textes                                                                   | –              | –                                    |
| 016     | Karl Marx & Friedrich Engel                                                                      | Manifeste du Parti communiste                                            | –              | –                                    |
| 017/018 | Joseph Staline                                                                                   | Textes (2 volumes)                                                       | –              | –                                    |
| 019     | René Descartes                                                                                   | Discours sur la méthode                                                  | –              | –                                    |
| 020     | Pierre Barbéris                                                                                  | Sur Stendhal                                                             | –              | –                                    |
| 021     | Denis Diderot                                                                                    | Le Neveu de Rameau ; Le Rêve d'Alembert                                  | –              | –                                    |
| 022     | –                                                                                                | Karl Marx, Friedrich Engel et la troisième République                    | –              | –                                    |
| 023     | Léon Trotski                                                                                     | Textes                                                                   | –              | –                                    |
| 024     | Denis Diderot                                                                                    | L'Encyclopédie (textes choisis)                                          | –              | –                                    |
| 025     | Karl Marx                                                                                        | Le dix-huit brumaire de Louis Bonapart                                   | –              | 1984                                 |
| 026     | Alain Roux                                                                                       | La Chine populaire (Tome 2: 1966-1982)                                   | –              | –                                    |
| 027     | Karl Marx                                                                                        | Les Luttes de classes en France                                          | –              | –                                    |
| 028     | Lucien Sève                                                                                      | Structuralisme et dialectique                                            | –              | –                                    |
| 029     | Karl Marx                                                                                        | Travail salarié et capital ; Salaire, prix et profit                     | –              | –                                    |
| 030     | Karl Marx                                                                                        | Sur la Révolution française                                              | –              | –                                    |
| 030     | György Lukács                                                                                    | Choix de textes                                                          | –              | –                                    |